# Francisco Meza
Francisco Meza (Barranquilla, 1991. augusztus 29. –) kolumbiai labdarúgó, aki 2016 óta a mexikói Tigres de la UANL hátvédje.

## Pályafutása
2015-ig a kolumbiai Independiente Santa Fe játékosa volt, majd Mexikóban, a Club Universidad Nacional (Pumas) csapatában szerepelt, ahol azonban csak egyetlen mérkőzésen lépett pályára. Ezután a Tigres de la UANL-ban játszott, ahol a 2016 Apertura és a 2017-es Apertura szezonban is bajnoki címet szerzett, ráadásul utóbbi esetben a döntőben (védő létére) ő lőtte a győztes gólt.

## Sikerei, díjai
Tigres de la UANL
- Mexikói bajnok (2): 2016 Apertura, 2017 Apertura